# 専称寺 (多久市)

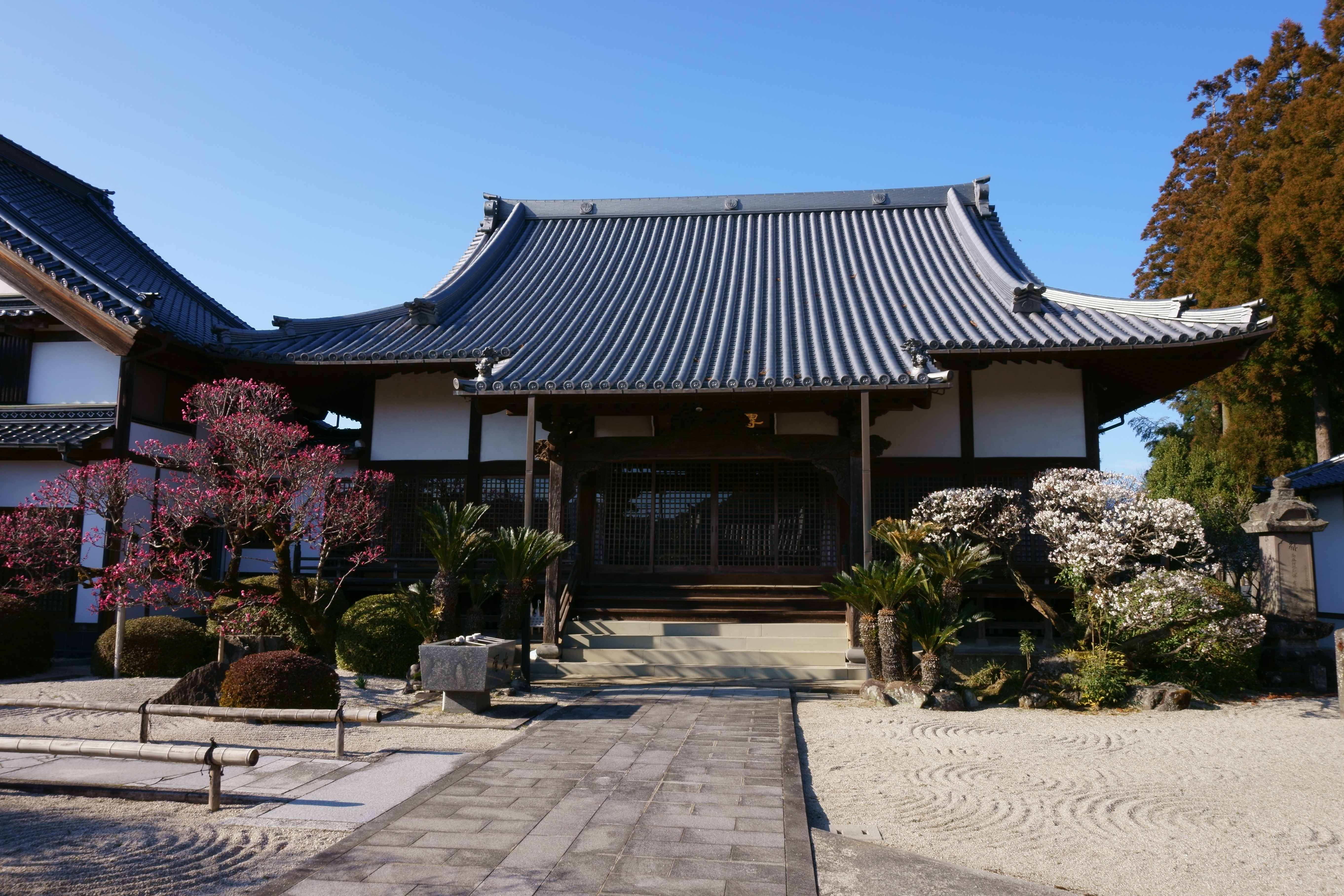
本堂

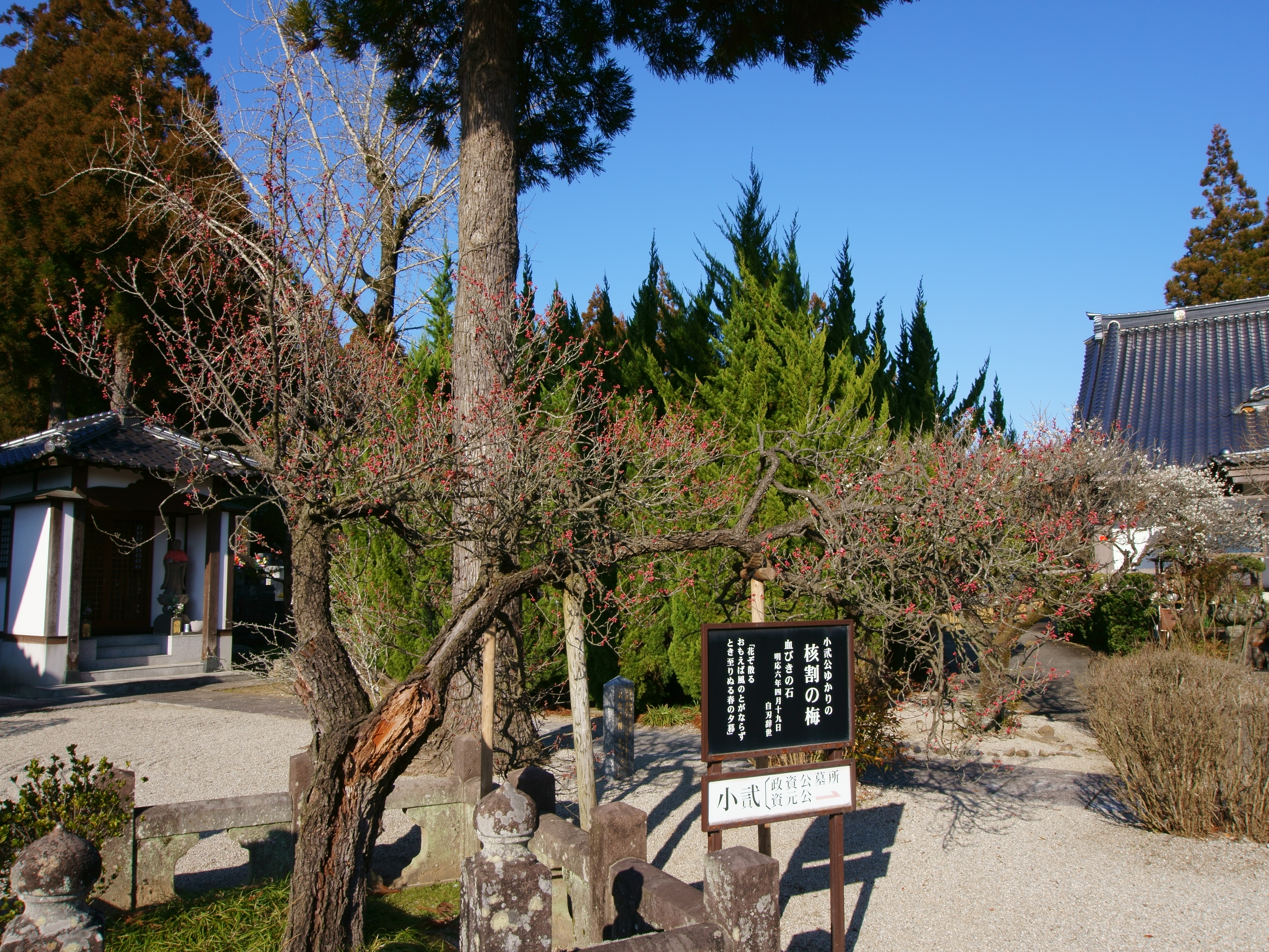
核割れ梅

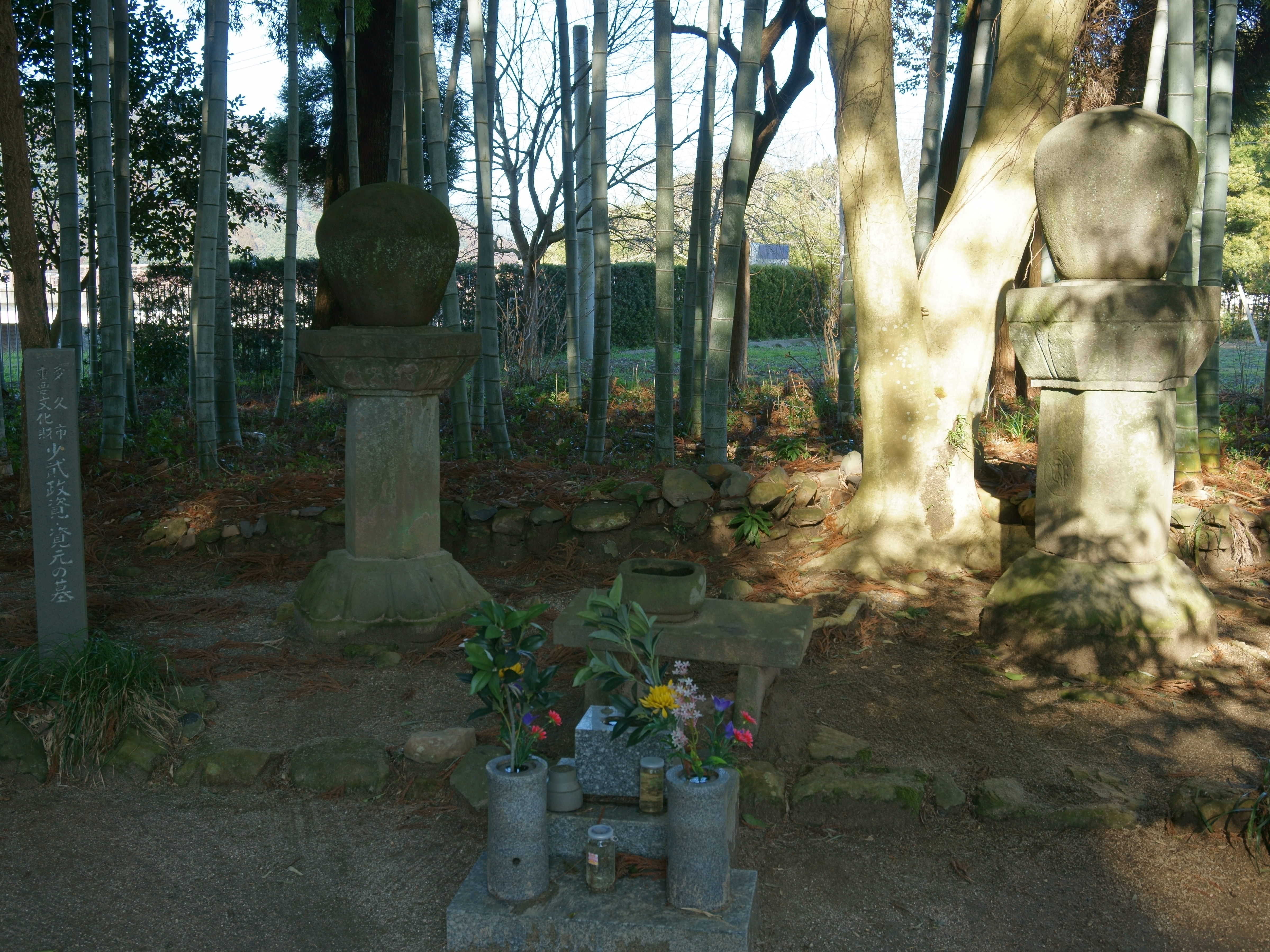
少弐墓地

専称寺（せんしょうじ）は、佐賀県多久市にある浄土宗の寺院で山号は光明山。当初は天台宗であったが、弘安年中（1278～87）一遍がこの地を訪れたとき時宗に改めた。満恵の弟子暁誉が中興の祖となって、慶長14年（1609年）浄土宗へ再び改めた。

## 沿革
開山は大同2年（807年）、行基菩薩によると伝えられる。（寺のHPより。）
本堂は文政11年（1828年）の大風で倒壊し、天保の初め再建。境内には、樹齢600年といわれる大躑躅があり、中世の武将少弐政資、資元父子の墓所が残るほか前多久氏のものと思われる墓碑がある。「核（さね）割れ梅」の伝説のある梅の木もある。

## 核割れ梅
戦国時代の大名少弐政資にまつわる伝説が残る。
少弐政資はかつて肥前・筑前・豊前と壱岐・対馬を支配下に置き三前二島の太守と仰がれ、連歌の会で　　「朝鳥の霜夜に睡る日影かな」　と詠んだことから「朝鳥の少弐どの」と称されるほどの身であった。
明応6年（1497年）大内義興の大軍に敗れ大宰府を追われた後、肥前晴気城城主の弟千葉胤資を頼って入城したが、その晴気城も風前の灯火となった。「ここは私が食い止めます」死を覚悟した胤資に勧められ、四月十八日闇夜に紛れて脱出した政資が頼れるのは一ヶ所しかなかった。
梶峰城の城主多久宗時とは彼の娘桔梗を嫁に迎えた間柄で、戦いに先立って若い妻桔梗を父宗時の元に預けていた。　十九日の夜明け頃、やっと辿り着いた梶峰城で政資は門扉を叩く。「桔梗、桔梗はおらぬか」
夜が明けるが門は開かれず声だけが聞こえた。「城へお入れすることは出来ませぬ。大内方に引き渡さぬのがせめてもの情け、潔くご自害なさるがよい」実は宗時の元に大内義興から「政資を匿えば、政資もろとも攻め滅ぼす」と最後通牒が届いていたのだった。宗時には大内氏と戦う力はとてもなかった。夫を匿って欲しいとの娘桔梗の嘆願にも耳は貸せず、「分かっていただきたい。一人と大勢の命とは替えられぬ」政資は頼む。「分かり申した。ではせめて桔梗に一目会わせて下さらぬか」答えはなく、城門を背に政資は力なく歩き出す。「さらばじゃ、桔梗」
近くには専称寺があり、政資はその日の夕暮れに辞世の句を詠じた。
花の散る思へば風の科（とが）ならず　時至りぬる春の夕暮れ
腰の袋から梅干しを取り出しかりかりと噛み砕いた核（種の核）を地に叩き付け、「心あらば、我が身代わりとなって萌え出で、春ごとに花を咲かせよ」平たい石に腰を下ろすと見事に腹をかっさばき、返す刃で喉笛を貫き自刃した。享年57。
翌年の春、不思議にも梅の若芽が芽吹き、年ごとに成長した。初夏には青い実を付けたが、梅の実には初めから核が割れているのも混じっていて、いつの頃からか核割れ梅（さねわれ-）と呼ばれるようになった。地元の人は「たね割れ梅」と言っている。